# Santa Clarita
Santa Clarita város az USA Kalifornia államában, Los Angeles megyében. Lakosainak száma 228 673 fő (2020. április 1.).

## Népesség
A település népességének változása:
| Lakosok száma | 66 730 | 110 642 | 151 088 | 176 320 | 228 673 |
|               | 1980   | 1990    | 2000    | 2010    | 2020    |